# Grosseto (pokrajina)
Pokrajina Grosseto (talijanski: Provincia di Grosseto) je jedna od 109 talijanskih pokrajina, koja se nalazi u regiji Toskana u središnjoj Italiji.
Glavni grad pokrajina je istoimeni grad Grosseto od 78 630 stanovnika, udaljen 136 km južno od regionalnog centra Firenze.

## Geografske karakteristike
Pokrajina Grosseto prostire se po brdima Toskane, obroncima Apenina i uz obale Ligurskog mora na površini od 4 501 km², u kojoj živi 220 564 stanovnika (2011. godine).

## Vanjske poveznice
- (tal.) Službene stranice Pokrajine Grosseto